# Grigori Rakitov
Grigori Rakitov (născut Rabinovici; în rusă Григорий Ракитов; n. 24 februarie 1894, Briceni, Imperiul Rus – d. 30 octombrie 1937, Moscova, RSFS Rusă, URSS) a fost un evreu basarabean, revoluționar rus, militar și politician sovietic.
A fost membru al Comitetului Executiv Central al URSS, delegat la Congresele 11 și 15-17 ale Partidului Comunist al Uniunii Sovietice (PCUS).

## Biografie
S-a născut în târgul Briceni (acum oraș și centru raional din Republica Moldova) din ținutul Hotin, gubernia Basarabia a Imperiului Rus. A studiat la heder. În 1912 s-a mutat la Chișinău, unde a devenit membru Bund. În 1913 s-a stabilit la Odesa, unde a devenit student al Universității Novorossiia și în același an s-a alăturat Partidului Social-Democrat al Muncii. Odată cu izbucnirea primului război mondial, s-a întors la Briceni.
A participat la Primul Război Mondial începând cu anul 1916, ca parte a echipei 512 „Viatka” (Frontul de Sud-Vest), staționată la Vinița. A fost unul dintre susținătorii activi ai mișcării bolșevice de la Vinița și membru al comitetului soldaților. A fost unul dintre primii trei lideri ai răscoalei din această regiune. După instaurarea puterii sovietice, a fost numit membru al prezidiului comitetului executiv gubernial. Din 1918, a fost din nou la Odesa, unde a continuat studiile la universitate, totdată, a condus organizația studențească clandestină „Spartak”.
În anii 1919-1920 a fost șef adjunct al departamentului politic al celei de-a 45-a divizii de infanterie a Armatei Roșii. În 1920 devine comisar militar și șef interimar al celei de-a 45-a divizii de infanterie din Volânia. În 1921, a devenit președintele comitetului revoluționar gubernial din Vinița.
În perioada 1924-1925 a fost secretar executiv al comitetului gubernial din Poltava al Partidului Comunist al Ucrainei, membru candidat al Comitetului central al Ucrainei (1925-1927). În 1926-1929, a fost primul secretar al comitetului gubernial din Kaluga.
Începând cu 1929, s-a aflat la Smolensk, unde a fost șef al departamentului organizatoric al Comitetului regional occidental al PCUS, apoi al doilea secretar al Comitetului regional occidental al PCUS, din martie 1933, președinte al comitetului executiv regional al Consiliul regional de vest. În 1935 a fost decorat cu Ordinul Lenin. În mai 1937 a fost transferat la Kursk, unde a fost numit președinte al Comitetului executiv al Consiliului regional Kursk.
A fost arestat în timpul Marii Epurări, la 3 iulie 1937 și împușcat la 30 octombrie același an sub acuzația unei organizații teroriste antisovietice. A fost reabilitat la 25 august 1956.